# كوياغة قرصية
كوياغة قرصية (الاسم العلمي: Koyaga numisma) هي نوع من الحشرات تتبع جنس الكوياغة من فصيلة الليليات.